# Люльпанське сільське поселення
Люльпа́нське сільське поселення (рос. Люльпанское сельское поселение) — муніципальне утворення у складі Медведевського району Марій Ел, Росія. Адміністративний центр — присілки Люльпани.

## Історія
Станом на 2002 рік існували Люльпанська сільська рада (присілки Люльпани, Мала Річка, Нове Широково), Піжменська сільська рада (присілки Велика Убрень, Звірево, Орловка, Піжма, Солов'ї, Сухоріч'є, Юж-Ізигачево, Юж-Озерний, Юж-Сапарово, Юж-Толешево) та Туршинська сільська рада (присілки Головино, Курманаєво, Мала Турша, Середня Турша, Туршемучаш, селище Турша).
2013 року до складу Люльпанського сільського поселення (колишня Люльпанська сільська рада) були включені ліквідовані Піжменське сільське поселення (колишня Піжменська сільська рада) та Туршинське сільське поселення (колишня Туршинська сільська рада).

## Населення
Населення — 2689 осіб (2019, 3139 у 2010, 3125 у 2002).

## Склад
До складу поселення входять такі населені пункти:
| Населений пункт         | Населення, осіб (2002) | Населення, осіб (2010) |
| ----------------------- | ---------------------- | ---------------------- |
| Велика Убрень, присілок | 75                     | 65                     |
| Головино, присілок      | 56                     | 34                     |
| Звірево, присілок       | 9                      | 6                      |
| Курманаєво, присілок    | 116                    | 129                    |
| Люльпани, присілок      | 1223                   | 1216                   |
| Мала Річка, присілок    | 41                     | 48                     |
| Мала Турша, присілок    | 133                    | 131                    |
| Нове Широково, присілок | 27                     | 19                     |
| Орловка, присілок       | 4                      | 0                      |
| Піжма, присілок         | 569                    | 614                    |
| Середня Турша, присілок | 385                    | 424                    |
| Солов'ї, присілок       | 21                     | 4                      |
| Сухоріч'є, присілок     | 14                     | 7                      |
| Турша, селище           | 11                     | 9                      |
| Туршемучаш, присілок    | 142                    | 132                    |
| Юж-Ізигачево, присілок  | 35                     | 36                     |
| Юж-Озерний, присілок    | 35                     | 31                     |
| Юж-Сапарово, присілок   | 76                     | 73                     |
| Юж-Толешево, присілок   | 153                    | 161                    |